# Сандія-Гайтс (Нью-Мексико)
Сандія-Гайтс (англ. Sandia Heights) — переписна місцевість (CDP) в США, в окрузі Берналільйо штату Нью-Мексико. Населення — 3273 особи (2020).

## Географія
Сандія-Гайтс розташована за координатами 35°10′28″ пн. ш. 106°29′19″ зх. д. / 35.17444° пн. ш. 106.48861° зх. д. (35.174391, -106.488522).  За даними Бюро перепису населення США в 2010 році переписна місцевість мала площу 4,99 км², уся площа — суходіл.

### Клімат
| Клімат : Сандія-Гайтс    | Клімат : Сандія-Гайтс | Клімат : Сандія-Гайтс | Клімат : Сандія-Гайтс | Клімат : Сандія-Гайтс | Клімат : Сандія-Гайтс | Клімат : Сандія-Гайтс | Клімат : Сандія-Гайтс | Клімат : Сандія-Гайтс | Клімат : Сандія-Гайтс | Клімат : Сандія-Гайтс | Клімат : Сандія-Гайтс | Клімат : Сандія-Гайтс | Клімат : Сандія-Гайтс |
| Показник                 | Січ.                  | Лют.                  | Бер.                  | Квіт.                 | Трав.                 | Черв.                 | Лип.                  | Серп.                 | Вер.                  | Жовт.                 | Лист.                 | Груд.                 | Рік                   |
| Абсолютний максимум, °C  | 19,4                  | 21,1                  | 26,1                  | 29,4                  | 35,6                  | 38,3                  | 37,8                  | 36,7                  | 33,9                  | 30,0                  | 23,9                  | 19,4                  | 38,3                  |
| Середній максимум, °C    | 6,1                   | 8,9                   | 13,3                  | 17,8                  | 23,3                  | 28,3                  | 29,4                  | 28,3                  | 25,0                  | 18,9                  | 11,7                  | 6,1                   | 18,1                  |
| Середня температура, °C  | −1,1                  | 1,4                   | 5,0                   | 8,9                   | 14,2                  | 18,9                  | 20,8                  | 20,3                  | 16,4                  | 10,3                  | 3,9                   | −1,1                  | 9,9                   |
| Середній мінімум, °C     | −8,3                  | −6,1                  | −3,3                  | 0,0                   | 5,0                   | 9,4                   | 12,2                  | 12,2                  | 7,8                   | 1,7                   | −3,9                  | −8,3                  | 1,6                   |
| Абсолютний мінімум, °C   | −34,4                 | −32,8                 | −17,8                 | −13,9                 | −11,1                 | −2,2                  | 4,4                   | 3,3                   | −5,6                  | −16,1                 | −27,8                 | −27,8                 | −34,4                 |
| Норма опадів, мм         | 12                    | 9                     | 17                    | 15                    | 25                    | 41                    | 57                    | 64                    | 41                    | 36                    | 15                    | 17                    | 349                   |
| ------------------------ | --------------------- | --------------------- | --------------------- | --------------------- | --------------------- | --------------------- | --------------------- | --------------------- | --------------------- | --------------------- | --------------------- | --------------------- | --------------------- |
| Джерело: Weather Channel |                       |                       |                       |                       |                       |                       |                       |                       |                       |                       |                       |                       |                       |

## Демографія
Згідно з переписом 2010 року, у переписній місцевості мешкали 3193 особи в 1510 домогосподарствах у складі 1094 родин. Густота населення становила 640 осіб/км².  Було 1596 помешкань (320/км²).
Расовий склад населення:
| - 94,7 % — білих - 1,5 % — азіатів - 0,8 % — корінних американців - 0,6 % — чорних або афроамериканців |

До двох чи більше рас належало 1,8 %. Частка іспаномовних становила 8,4 % від усіх жителів.
За віковим діапазоном населення розподілялося таким чином: 11,8 % — особи молодші 18 років, 56,0 % — особи у віці 18—64 років, 32,2 % — особи у віці 65 років та старші. Медіана віку мешканця становила 57,9 року. На 100 осіб жіночої статі у переписній місцевості припадало 94,7 чоловіків;  на 100 жінок у віці від 18 років та старших — 93,7 чоловіків також старших 18 років.
Середній дохід на одне домашнє господарство  становив 127 408 доларів США (медіана — 102 537), а середній дохід на одну сім'ю — 140 646 доларів (медіана — 107 083). Медіана доходів становила 104 516 доларів для чоловіків та 55 625 доларів для жінок. За межею бідності перебувало 3,2 % осіб, у тому числі 0,0 % дітей у віці до 18 років та 4,4 % осіб у віці 65 років та старших.
Цивільне працевлаштоване населення становило 1604 особи. Основні галузі зайнятості: освіта, охорона здоров'я та соціальна допомога — 32,9 %, науковці, спеціалісти, менеджери — 23,5 %, мистецтво, розваги та відпочинок — 8,4 %, роздрібна торгівля — 7,7 %.